# Upplands runinskrifter 450
Upplands runinskrifter 450 är en vikingatida runristning på en berghäll i Harg, Odensala socken och Sigtuna kommun. Runhöjden är mellan 6,5 och 8 centimeter.

## Inskriften
Translitterering av runraden:
sbun hiok (r)
Normalisering till runsvenska:
Æsbiorn(?) hiogg(?) r[unaʀ(?)]
Översättning till nusvenska:
Ásbjörn(?) högg(?) runorna(?)